# La Sagrada (Salamanca)
La Sagrada es un municipio y localidad española de la provincia de Salamanca, en la comunidad autónoma de Castilla y León. Se integra dentro de la comarca del Campo de Salamanca (Campo Charro) y la subcomarca de La Huebra. Pertenece al partido judicial de Salamanca.
Su término municipal está formado por las localidades de Anaya de Huebra, Carrascalejo de Huebra y La Sagrada, ocupa una superficie total de 40,83 km² y según los datos demográficos recogidos por el INE en el año 2017, cuenta con una población de 109 habitantes.

## Historia

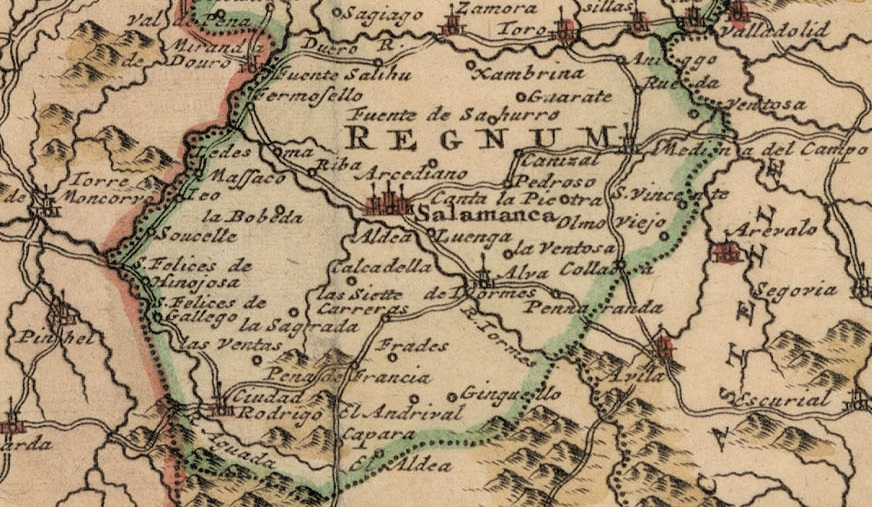
Detalle del sur del Reino de León en el mapa "Nouvelle Carte d'Asturie, Galice et Leon, avec les grands chemins", donde se puede observar La Sagrada.

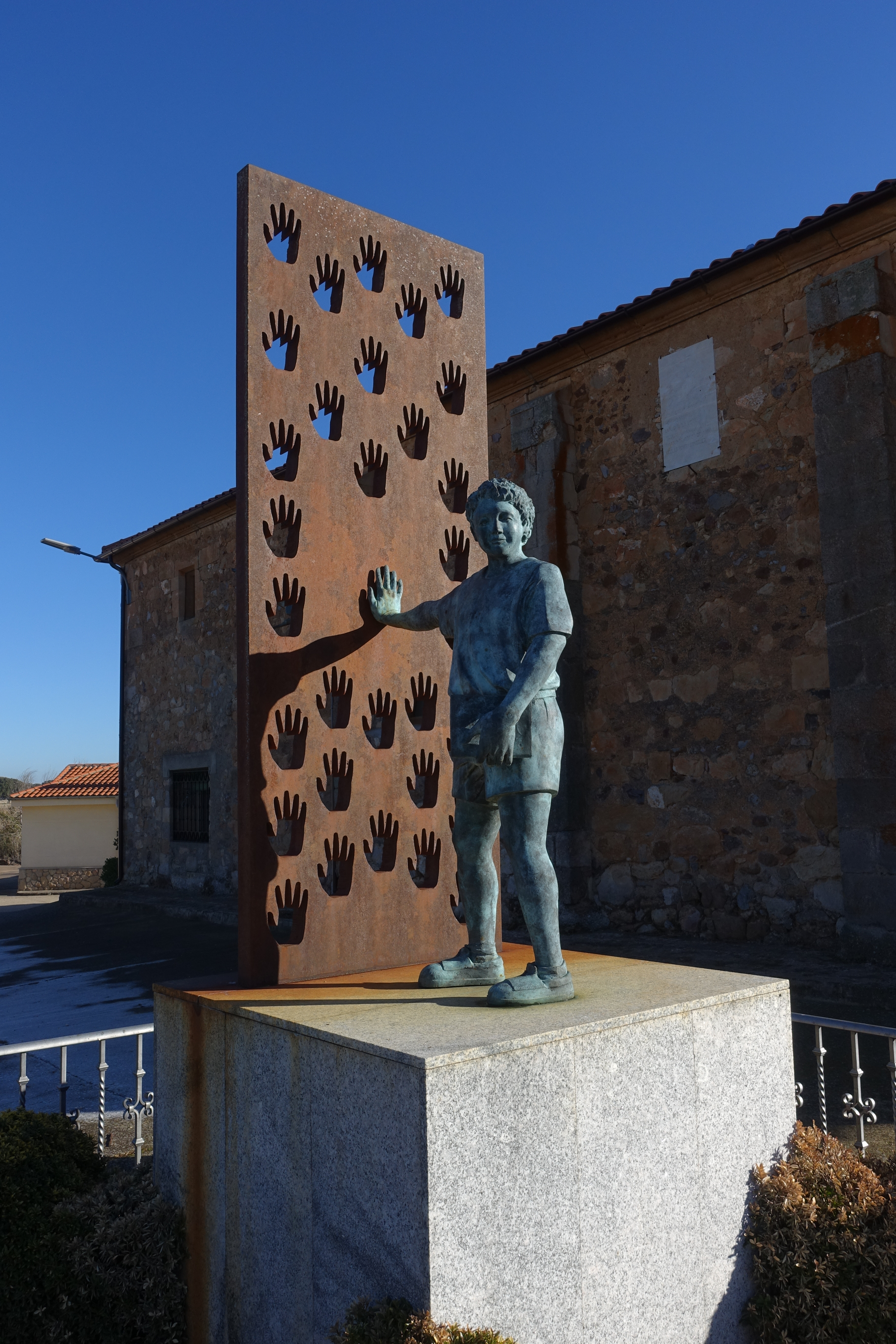
Monumento en recuerdo del accidente del paso a nivel de Muñoz de 1978.

Su fundación se remonta a la repoblación efectuada por los reyes de León en la Edad Media, quedando integrada la localidad en el cuarto de Corvacera de la jurisdicción de Salamanca, dentro del Reino de León, teniendo ya en el siglo XIII la actual denominación. En cuanto a las pedanías del municipio, en la Edad Media ya existían las actuales, aunque encuadradas en el arciprestazgo de La Valdobla, denominándose en el siglo XV "Lañaya" (Anaya de Huebra) y "Carrascalexo" (Carrascalejo de Huebra). Con la creación de las actuales provincias en 1833, La Sagrada quedó encuadrado en la provincia de Salamanca, dentro de la Región Leonesa.
Por otro lado, cabe señalar que, pese a la existencia de un Carrascalejo de Huebra desde la Edad Media, el Carrascalejo histórico es conocido actualmente como Carrascalejo Viejo, encontrándose despoblado desde mediados del siglo XX. Cerca del mismo se situaría la actual localidad de Carrascalejo de Huebra, que fue creada en los años 60 del siglo XX dentro de los planes del Instituto Nacional de Colonización, decretándose el 31 de julio de 1961 la subasta para la contratación de las obras de construcción del pueblo, y a la cual antecedió la expropiación por el Instituto Nacional de Colonización de la finca "Carrascalejo de Huebra" el 17 de junio de 1955.
Finalmente, las localidades del municipio se vieron tristemente sacudidas por el accidente del paso a nivel de Muñoz de 1978, al verse implicados en el mismo los escolares del municipio, que circulaban en el autobús escolar que fue arrollado por una locomotora el 21 de diciembre de 1978 en un paso a nivel de la línea férrea Salamanca – Fuentes de Oñoro situado junto a la cercana localidad de Muñoz, accidente que se cobró la vida de 32 personas, resultando heridas otras 61, incluyéndose en ambos casos vecinos del municipio de La Sagrada.

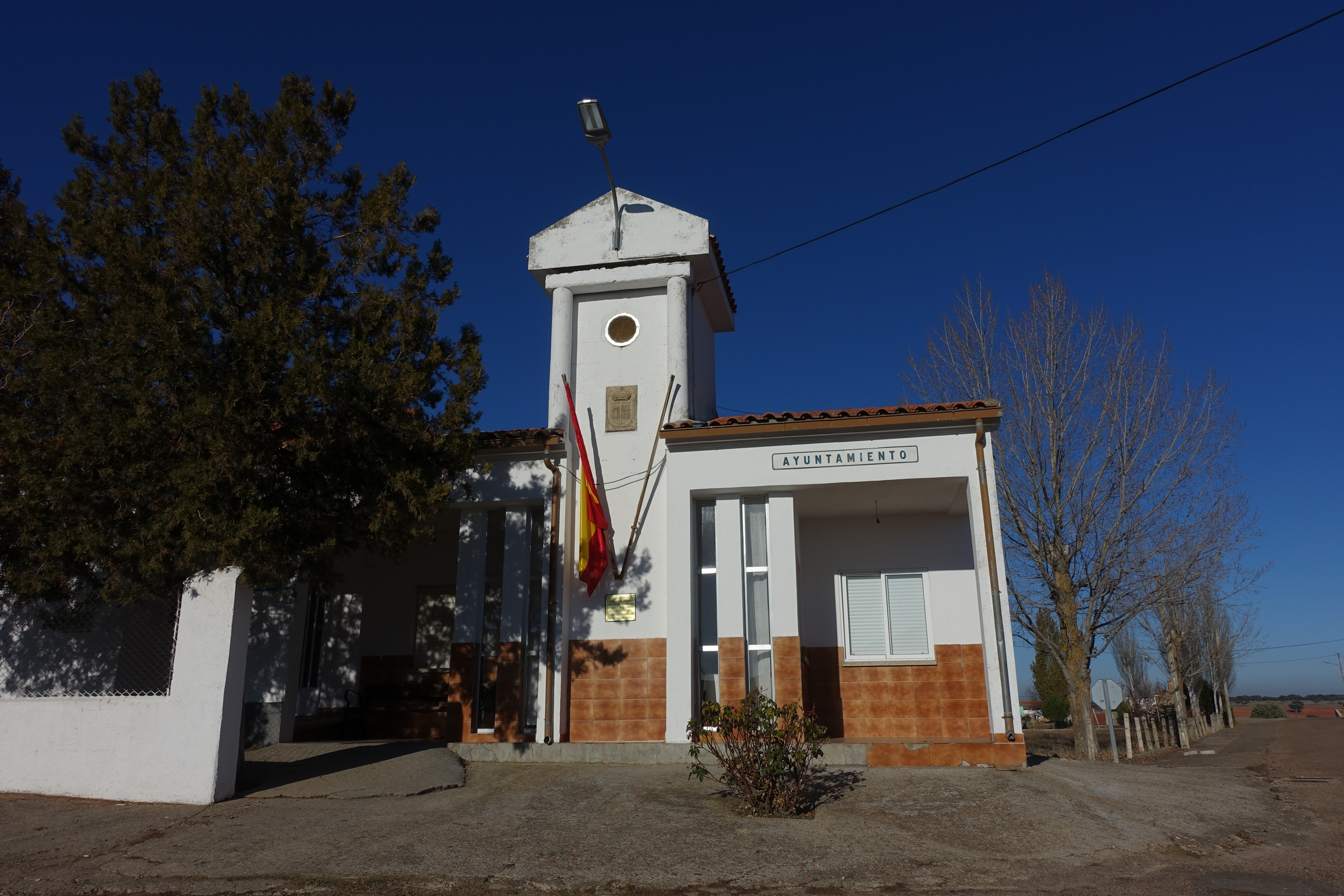
Casa consistorial

## Demografía
La Sagrada cuenta con una población de 82 habitantes (INE 2024).
| Gráfica de evolución demográfica de La Sagrada entre 1842 y 2021 |
| |
| Población de derecho según los censos de población del INE Población de hecho según los censos de población del INEEntre el censo de 1857 y el anterior, crece el término del municipio porque incorpora a 375003 (Anaya de Huebra) y 375011 (Carrascalejo de Huebra) |

### Núcleos de población
El municipio se divide en tres núcleos de población, que poseían la siguiente población en 2017 según el INE.
| Núcleo de población    | Población |
| ---------------------- | --------- |
| La Sagrada             | 77        |
| Carrascalejo de Huebra | 30        |
| Anaya de Huebra        | 2         |

## Administración y política
| Partido político                              | 2023  | 2023  | 2023       | 2019  | 2019  | 2019       | 2015  | 2015  | 2015       | 2011  | 2011  | 2011       | 2007  | 2007  | 2007       | 2003  | 2003  | 2003       |
| Partido político                              | %     | Votos | Concejales | %     | Votos | Concejales | %     | Votos | Concejales | %     | Votos | Concejales | %     | Votos | Concejales | %     | Votos | Concejales |
| Partido Popular (PP)                          | 45,60 | 26    | 3          | 77,42 | 48    | 3          | 62,50 | 45    | 4          | 68,18 | 60    | 5          | 73,27 | 74    | 4          | 44,44 | 48    | 3          |
| Partido Socialista Obrero Español (PSOE)      | 24,56 | 14    | 0          | 20,97 | 13    | 0          | 8,33  | 6     | 1          | 14,77 | 13    | 0          | 33,66 | 34    | 1          | 44,44 | 48    | 2          |
| Unidad Regionalista de Castilla y León (URCL) | —     | —     | —          | —     | —     | —          | —     | —     | —          | —     | —     | —          | —     | —     | —          | 0,93  | 1     | 0          |
| Unión del Pueblo Salmantino (UPSa)            | —     | —     | —          | —     | —     | —          | —     | —     | —          | —     | —     | —          | —     | —     | —          | 0,93  | 1     | 0          |